# 阿爾塔爾尼約克山
12°12′55″S 75°56′13″W / 12.21528°S 75.93694°W
阿爾塔爾尼約克山（Altarniyoc），是秘魯的山峰，位於該國中南部利馬大區，由米拉弗洛雷斯區和坦塔區負責管轄，屬於秘魯中部山脈的一部分，海拔高度5,346米。